# Желтушка Романова
Желтушка Романова (лат. Colias romanovi) — дневная бабочка рода Colias из подсемейства желтушки семейства белянки. Редкий вид, эндемик Алайского хребта.

## Этимология названия
Видовое название дано в честь в Николая Михайловича Романова, великого князя, русского лепидоптеролога и историка, почетного президента Русского энтомологического общества, председателя Русского географического общества и Императорского Российского общества плодоводства.

## Описание
Размах крыльев до 60 мм. Основной фон верхней стороны крыльев ярко-оранжево-красный с широкой чёрной прикраевой каймой. На ней у самцов и у самок проходит ряд небольших пятен жёлтого цвета. Посредине передних крыльев имеется довольно крупное, овальной формы, чёрное пятно. Задние крылья слегка затемнены. В их центре находится большое, почковидное пятно оранжевого цвета.

## Ареал и местообитание

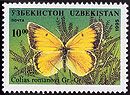
Почтовая марка Узбекистана 1995 года.

Редкий вид, эндемик Алайского хребта (горный хребет Памиро-Алайской горной системы в Киргизии и частично в Таджикистане. Разделяет Ферганскую и Алайскую долины).
Обитает на высоте от 300 м над ур. м. и выше по склонам, покрытым альпийским разнотравьем с примесью астрагалов.

## Биология
Время лёта в июне — июле. В год дает одно поколение. Биология этого вида не изучена.